# Rachael Battersby
Rachael Battersby (...) è una sciatrice alpina neozelandese paralimpica che ha gareggiato nello sci alpino alle Paralimpiadi invernali del 2002, vincendo tre medaglie d'oro.

## Biografia
La caduta dall'auto all'età di quattro anni, le ha provocato la paralisi del braccio sinistro e all'amputazione del braccio nel 1997.

## Carriera
Ha fatto il suo debutto agonistico ai Giochi paralimpici invernali di Nagano 1998, insieme ad altri 4 sciatori alpini paralimpici.
A soli 23 anni e alla sua seconda presenza internazionale, ha vinto tre medaglie d'oro in slalom LW6/8, slalom gigante LW6/8 e discesa libera LW3,4,6/8,9 ai VIII Giochi paralimpici invernali a Salt Lake City.

## Palmarès

### Paralimpiadi
- 3 medaglie:
  - 3 ori (slalom LW6/8, slalom gigante LW6/8 e discesa libera LW3,4,6/8,9 a Salt Lake City 2002)